# Račín (vojenský újezd Boletice)
Račín (německy Ratschin) je zaniklá osada na území vojenského újezdu Boletice v okrese Český Krumlov v Jihočeském kraji, leží 7 km jihovýchodně od obce Křišťanov.

## Historie
V roce 1910 zde stálo 24 domů se 104 obyvateli.

## Geografie
Zaniklá osada se nachází pod Kamenitým vrchem (1039 m) v nadmořské výšce 970 m a protéká jí Květenský potok. Do vzniku vojenského újezdu Boletice osada administrativně spadala pod osadu Starý Špičák, dnes již rovněž zaniklou.

## Současnost
Bývalá osada leží na katastrálním území Jablonce u Českého Krumlova v rámci vojenského újezdu Boletice, tudíž je nepřístupná.